# Draga Matković
Draga Matković, poznata i kao Draga Matković-von Auerhann (Zagreb, 4. studenog 1907. – Bad Reichenhall, 29. srpnja 2013.), njemačka pijanistica hrvatsko-češkog podrijetla.

## Životopis
Rođena je 1907. u Zagrebu, gdje prvu glasovirsku poduku dobiva s tri godine od stroge majke Sidonie Linke, također pijanistice. U Terezínu u češkom Ústíju na Labi održala je svoj prvi javni nastup. Posebnom dozvolom vlade, s 15 godine upisala je Glazbenu akademiju u Pragu. S 19 godina stekla je zvanje profesorce glasovira.
Nakon studija pohađala je i satove violine i pjevanja. Tijekom 1926. održala je pijanističku turneju u Poljskoj i 16 europskih država. Nakon udaje za violinista Arthura Arnolda 1936., seli se u Teplice, gdje izvodi skladbe komorne glazbe s gradskim orkestrom. Ubrzo nakon početka Drugog svjetskog rata, mjesni dirigent biva zatvoren, a njoj zabranjeno izvođenje klavirskog koncerta Felixa Mendelssohna i klavirskog koncerta u b-molu Čajkovskog, jer su se te skladbe ubrajale u ne-arijevsku glazbu.
Zbog progonstva Sudetskih Nijemaca s područja Čehoslovačke, koje su provodili čehoslovački partizani, Matković se preselila u bavarski lječilišni grad Bad Reichenhall, u kojem je živjela sve do svoje smrti.
Preminula je 29. srpnja 2013. u 105. godini života u bolnici u Bad Reichenhallu.

## Djelo
Osim na glasoviru, glazbeno umijeće pokazala je i na saksofonu i kao dirigentica. Skladala je nekoliko glazbenih komada i opereta (Zlatne vijezde), čiji je libreto izgubljen tijekom Drugog svjetskog rata. Uz nordijske i slavenske skladatelje (posebice Čajkovskog i Chopina), izvodila je djela Mozarta, Liszta, Griega i Joachima Raffa. Najradije je svirala na glasovirima Blüthner iz Leipziga. 
Ušla je u Guinnessovu knjigu rekorda kao najstarija živuća aktivna profesionalna glazbenica, kada je na svom 100. rođendanu održala javni nastup u Bayerisch Gmainu. Između ostalog, tada je odsvirala Raffovu "Polka de la Reine", Op. 28 Hugs Reinholda i svoje najdraže skladbe Liszta, Chopina i Mendelssona. Na svom 102. rođendanu izvela je svoju vlatitu skladbu "Tarantella" iz 1927.,  koja dotad nije imala svoju praizvedbu niti bila objavljena u tiskovnom izdanju, kao i "Valse brillante" iz opusa 34 Moritza Moszkowskog.

## Ostalo
Ostvarila je cameo ulogu u televizijskoj seriji Menschen bei Maischberger 2009. godine.

## Citat
- "Ne mogu raditi ništa drugo... glazba je jednostavno moj život."[6]